# 非有神論
非有神論（ひゆうしんろん、英語：Nontheism）は、「宗教的」か「非宗教的」かに関わらず、神を必要としない信仰、神の不在を信じる者、有神論に否定的な無神論者等を含めた広い範囲を対象とする用語である。

## 使用の始まり
1853年、ジョージ・ヤコブ・ホリョークがハイフン付きのNon-theismを使ったのが始まりである。